# Josef Barth
Josef Barth (19. listopadu 1860 Břežany – 17. ledna 1941 Žatec) byl československý politik německé národnosti a senátor Národního shromáždění ČSR za Německou sociálně demokratickou stranu dělnickou v ČSR.

## Biografie
Narodil se v Břežanech (Pressern) u Nového Sedla poblíž Žatce. Od raného mládí musel pracoval jako pastýř a nemohl se věnovat studiu. Okolo roku 1900 se přestěhoval do Žatce. Zde spoluzakládal organizaci rakouské sociální demokracie, odbory, nemocenskou pokladnu a konzumní spolek Solidarität. Patřil mezi veterány dělnického hnutí na Žatecku. Po první světové válce vedl konzumní spolek v Žatci a byl ředitelem zdejší nemocenské pokladny. Zasedal v obecním zastupitelstvu a od roku 1919 byl náměstkem starosty města. Vedl okresní správní komisi. Profesí byl vedoucím obchodu z Žatce.
V parlamentních volbách v roce 1920 získal za Německou sociálně demokratickou stranu dělnickou v ČSR senátorské křeslo v Národním shromáždění, kde zasedal do roku 1925.